# Liste des œuvres d'art du Nord
Cet article vise à recenser les œuvres d'art dans l'espace public du Nord, en France.

## Liste
Les œuvres sont classées par ordre alphabétique de communes et, au sein de celles-ci, par ordre chronologique d'installation, dans la mesure des informations disponibles.

### Sculptures
| Œuvre                                                      | Auteur                                       | Commune             | Localisation                                                                      | Notes | Installation                       | Coordonnées                        | Illustration |
| ---------------------------------------------------------- | -------------------------------------------- | ------------------- | --------------------------------------------------------------------------------- | --- | ---------------------------------- | ---------------------------------- | --- |
| Buste de Lucien Jonas                                      | Aimé Blaise                                  | Anzin               | À côté de l'église Sainte-Barbe, rue des Martyrs                                  | Représente Lucien Jonas. | 1949                               | 50° 22′ 16″ nord, 3° 30′ 15″ est   | Image manquante |
| Semaison                                                   | Samuel Buckman                               | Armentières         | Médiathèque l'Albatros                                                            | | 2007                               | 50° 40′ 54″ nord, 2° 52′ 47″ est   | Image manquante |
| Buste du docteur Louis Guersant                            | F. Dufour                                    | Aulnoye-Aymeries    | Rue du Docteur Guersant                                                           | | À déterminer                       | à géolocaliser                     | Image manquante |
| Buste de Léon Pasqual                                      | À déterminer                                 | Avesnes-sur-Helpe   | Rue Léon Pasqual                                                                  | Représente Léon Pasqual. | À déterminer                       | 50° 07′ 18″ nord, 3° 56′ 00″ est   | Buste de Léon Pasqual |
| Le Petit Tambour Stroh                                     | Léon Fagel                                   | Avesnes-sur-Helpe   | Intersection de la rue de Mons et de l'avenue de la Gare                          | Représente le tambour Stroh. | 1905                               | 50° 07′ 32″ nord, 3° 56′ 01″ est   | Le Petit Tambour Stroh |
| Buste d'Edmond de Coussemaker                              | À déterminer                                 | Bailleul            | Square de l'église Saint-Vaast                                                    | Représente Edmond de Coussemaker. | À déterminer                       | 50° 44′ 26″ nord, 2° 44′ 03″ est   | Buste d'Edmond de Coussemaker |
| Buste de Marguerite Yourcenar                              | À déterminer                                 | Bailleul            | Square de l'église Saint-Vaast                                                    | Représente Marguerite Yourcenar. | À déterminer                       | 50° 44′ 25″ nord, 2° 44′ 03″ est   | Buste de Marquerite Yourcenar |
| Buste de William Nelson Cromwell                           | À déterminer                                 | Bailleul            | Maison de la dentelle, rue du Collège                                             | Représente William Nelson Cromwell (en). | À déterminer                       | 50° 44′ 22″ nord, 2° 43′ 53″ est   | Buste de William Nelson Cromwell |
| Monument à Maxime Lecomte                                  | À déterminer                                 | Bavay               | À déterminer                                                                      | Représente Maxime Lecomte. | À déterminer                       | 50° 18′ 03″ nord, 3° 47′ 32″ est   | Monument à Maxime Lecomte |
| Buste d'Alphonse de Lamartine                              | À déterminer                                 | Bergues             | Dans une niche sur la façade de hôtel de ville                                    | Représente Alphonse de Lamartine. | 1913                               | à géolocaliser                     | Buste d'Alphonse de Lamartine(en) « Buste d'Alphonse de Lamartine à Bergues », sur René et Peter van der Krogt |
| La vache flamande                                          | Roch Vandromme                               | Bergues             | Sur la place du Marché aux Bestiaux                                               | | 1999                               | à géolocaliser                     | Image manquante |
| Médaillon de Timothée Trimm                                | À déterminer                                 | Bouchain            | Sur la place Timothée Trimm                                                       | Représente Timothée Trimm. | À déterminer                       | à géolocaliser                     | Image manquante |
| Buste de saint Omer                                        | À déterminer                                 | Brouckerque         | À déterminer                                                                      | Représente Audomar de Thérouanne. | À déterminer                       | à géolocaliser                     | Buste de saint Omer |
| Buste d'Auguste Dorchain                                   | À déterminer                                 | Cambrai             | À déterminer                                                                      | Représente Auguste Dorchain. | À déterminer                       | 50° 10′ 33″ nord, 3° 14′ 18″ est   | Buste d'Auguste Dorchain |
| Buste de Godeliez-Bolvin                                   | À déterminer                                 | Cambrai             | À déterminer                                                                      | | À déterminer                       | 50° 10′ 36″ nord, 3° 13′ 44″ est   | Buste de Godeliez-Bolvin |
| Le Chanteur oriental,                                      | Jean-Jules Frère                             | Cambrai             | Dans le jardin public (anciennement jardin aux fleurs)                            | L'originale de 1879 est fondue par les autorités allemandes pendant la Première Guerre mondiale. | 1934                               | à géolocaliser                     | Image manquante |
| Sarpédon bandant son arc,                                  | Henri Peinte                                 | Cambrai             | Dans le jardin public (anciennement jardin aux fleurs)                            | Représente Sarpédon. L'originale de 1880 est fondue par les autorités allemandes pendant la Première Guerre mondiale. | 1934                               | à géolocaliser                     | Image manquante |
| Orphée endormant Cerbère,                                  | Henri Peinte                                 | Cambrai             | Dans le jardin public (anciennement jardin aux fleurs)                            | Représente Orphée et Cerbère. L'originale de 1880 est fondue par les autorités allemandes pendant la Première Guerre mondiale. | 1927                               | à géolocaliser                     | Image manquante |
| Gilliatt et la pieuvre,                                    | Joseph Carlier                               | Cambrai             | Dans le jardin public (anciennement jardin aux fleurs)                            | L'originale de 1881 est fondue par les autorités allemandes pendant la Première Guerre mondiale. | 1934                               | à géolocaliser                     | Image manquante |
| Statue de Fénelon                                          | À déterminer                                 | Cambrai             | Sur la façade du lycée professionnel Saint Luc                                    | Représente Fénelon. | À déterminer                       | à géolocaliser                     | Image manquante |
| Statue de Louis Pasteur                                    | À déterminer                                 | Cambrai             | Sur la façade du lycée professionnel Saint Luc                                    | Représente Louis Pasteur. | À déterminer                       | à géolocaliser                     | Image manquante |
| Statue de Baptiste Cambray                                 | Alfred-Alphonse Bottiau                      | Cambrai             | Dans le jardin public (anciennement jardin aux fleurs)                            | | 1947                               | à géolocaliser                     | Statue de Baptiste Cambray(en) « Statue de Baptiste Cambray à Cambrai », sur René et Peter van der Krogt |
| Monument à Louis Blériot,                                  | André-Louis-Adolphe Laoust et Joseph Carlier | Cambrai             | Dans le jardin public (anciennement jardin aux fleurs)                            | Représente Louis Blériot. | 1910                               | à géolocaliser                     | Monument à Louis Blériot« Monument à Blériot à Cambrai », sur À nos grands hommes,« Monument à Blériot à Cambrai », sur e-monumen,(en) « Monument à Louis Blériot à Cambrai », sur René et Peter van der Krogt                 |
| Pomone                                                     | Albert Pommier                               | Cambrai             | Dans le jardin public (anciennement jardin aux fleurs)                            | | À déterminer                       | à géolocaliser                     | Image manquante |
| Statue d'Enguerrand de Monstrelet                          | Pierre-Alfred Cazaubon                       | Cambrai             | Dans le jardin public (anciennement jardin aux fleurs)                            | Représente Enguerrand de Monstrelet. L'originale réalisée en 1876 par Joseph Carlier est détruite en 1944. | 1956                               | à géolocaliser                     | Image manquante |
| Statue d'Alfred de Vigny                                   | Alexandre Descatoire                         | Cambrai             | Dans le jardin public (anciennement jardin aux fleurs)                            | Représente Alfred de Vigny. | 1897                               | à géolocaliser                     | Image manquante |
| Monument à Edmond Garin,                                   | Joseph Carlier et Louis Georges              | Cambrai             | Sur la place du 9 Octobre                                                         | | 1929                               | à géolocaliser                     | Image manquante |
| Statue équestre de Ferdinand Foch                          | Georges Malissard                            | Cassel              | Jardin Public du Moulin de Cassel                                                 | Représente Ferdinand Foch. | À déterminer                       | 50° 48′ 07″ nord, 2° 29′ 02″ est   | Statue équestre de Ferdinand Foch |
| Buste d'Eugène Fiévet                                      | À déterminer                                 | Caudry              | À déterminer                                                                      | Représente Eugène Fiévet. | À déterminer                       | à géolocaliser                     | Buste d'Eugène Fiévet |
| Buste de Clotaire Duquennoy                                | À déterminer                                 | Chéreng             | Square du 8 mai                                                                   | | À déterminer                       | 50° 36′ 41″ nord, 3° 12′ 31″ est   | Buste de Clotaire Duquennoy |
| Buste de Pierre Delcourt                                   | À déterminer                                 | Condé-sur-l'Escaut  | Angle boulevard des Ecoles et rue du Maréchal Croy                                | Représente Pierre Delcourt. | À déterminer                       | 50° 26′ 57″ nord, 3° 35′ 18″ est   | Buste de Pierre Delcourt |
| Monument de la Clairon                                     | Henri Gauquié, Henri Guillaume (d)           | Condé-sur-l'Escaut  | Place Saint-Amé                                                                   | Représente Mademoiselle Clairon. | 1901                               | 50° 26′ 52″ nord, 3° 35′ 28″ est   | Monument de la Clairon |
| Statue équestre du maréchal Claude Louis Hector de Villars | Henri Gauquié                                | Denain              | Sur la place de la Liberté                                                        | Représente Claude Louis Hector de Villars. L'originale de 1913 est déboulonnée par les autorités allemandes le 26 avril 1918 et fondue. | 1924                               | à géolocaliser                     | Statue équestre du maréchal Claude Louis Hector de Villars« Monument au maréchal de Villars à Denain », sur À nos grands hommes                                                                                                |
| Statue de Marceline Desbordes-Valmore,                     | Albert Bouquillon                            | Douai               | Dans le square de Jemmapes                                                        | Représente Marceline Desbordes-Valmore. L'originale en bronze réalisée par Édouard Houssin en 1896 est fondue en 1942, dans le cadre de la mobilisation des métaux non ferreux. | À déterminer                       | à géolocaliser                     | Statue de Marceline Desbordes-Valmore« Monument à Marceline Desbordes-Valmore à Douai », sur À nos grands hommes,« Monument à Marceline Desbordes-Valmore à Douai », sur e-monumen                                             |
| J'ai fait un rêve                                          | Tania Mouraud                                | Douai               | Lycée Albert-Châtelet                                                             | | 2001                               | 50° 22′ 26″ nord, 3° 05′ 07″ est   | Image manquante |
| Statue de Jean Bart                                        | Pierre-Jean David d'Angers                   | Dunkerque           | Place Jean Bart                                                                   | Représente Jean Bart. | À déterminer                       | 51° 02′ 05″ nord, 2° 22′ 39″ est   | Statue de Jean Bart |
| Monument à Félix Coquelle                                  | À déterminer                                 | Dunkerque           | Rosendaël                                                                         | Représente Félix Coquelle. | À déterminer                       | à géolocaliser                     | Monument à Félix Coquelle |
| Sans titre                                                 | À déterminer                                 | Feignies            | Lycée Placide-Courtoy                                                             | | À déterminer                       | à géolocaliser                     | Sans titre |
| Buste du docteur J. Lanthier                               | À déterminer                                 | Ferrière-la-Grande  | À déterminer                                                                      | | À déterminer                       | 50° 15′ 36″ nord, 3° 59′ 54″ est   | Buste du docteur Lantier |
| Statue d'Ernest Macarez                                    | À déterminer                                 | Haulchin            | À déterminer                                                                      | Représente Ernest Macarez. | À déterminer                       | à géolocaliser                     | Statue d'Ernest Macarez |
| Statue d'Amand de Maastricht                               | À déterminer                                 | Hautmont            | À déterminer                                                                      | Représente Amand de Maastricht. | À déterminer                       | à géolocaliser                     | Statue d'Amand de Maastricht |
| Statue de Vincent de Soignies                              | À déterminer                                 | Hautmont            | À déterminer                                                                      | Représente Vincent de Soignies. | À déterminer                       | à géolocaliser                     | Statue de Vincent de Soignies |
| Statue de Waudru de Mons                                   | À déterminer                                 | Hautmont            | À déterminer                                                                      | Représente Waudru de Mons. | À déterminer                       | à géolocaliser                     | Statue de Waudru de Mons |
| Buste de François Mitterrand                               | À déterminer                                 | Hellemmes-Lille     | À déterminer                                                                      | Représente François Mitterrand. | À déterminer                       | à géolocaliser                     | Buste de François Mitterrand |
| Buste d'Ernest Amas                                        | À déterminer                                 | Landrecies          | À déterminer                                                                      | Représente Ernest Amas. | À déterminer                       | à géolocaliser                     | Buste d'Ernest Amas |
| Statue de Joseph François Dupleix,                         | Léon Fagel                                   | Landrecies          | Sur la place André-Bonnaire (anciennement place Dupleix), devant l'hôtel de ville | Représente Joseph François Dupleix. | 1888                               | 50° 07′ 30″ nord, 3° 41′ 29″ est   | Statue de Joseph François Dupleix |
| Les Abeilles                                               | Henri Matisse                                | Le Cateau-Cambrésis | École maternelle Henri-Matisse                                                    | | 1955                               | 50° 05′ 54″ nord, 3° 32′ 40″ est   | Image manquante |
| Statue d'Édouard Mortier                                   | À déterminer                                 | Le Cateau-Cambrésis | À déterminer                                                                      | Représente Édouard Mortier. | À déterminer                       | à géolocaliser                     | Statue d'Édouard Mortier |
| Médaillon du commandant Édouard Richez                     | À déterminer                                 | Le Cateau-Cambrésis | Sur la place du Commandant Édouard Richez                                         | | À déterminer                       | à géolocaliser                     | Médaillon du commandant Édouard Richez |
| La Sagesse                                                 | À déterminer                                 | Le Quesnoy          | À déterminer                                                                      | | À déterminer                       | à géolocaliser                     | La Sagesse |
|                                                            |                                              | Lille               | Voir la liste des statues de Lille                                                | Voir la liste des statues de Lille | Voir la liste des statues de Lille | Voir la liste des statues de Lille | Voir la liste des statues de Lille |
| Odyssée                                                    | Nancy Wilson-Pajic                           | Lomme               | Médiathèque l'Odyssée                                                             | | 1998                               | 50° 38′ 47″ nord, 2° 59′ 41″ est   | Image manquante |
| Buste de Gaspard Malo                                      | Émile Calot                                  | Malo-les-Bains      | Cour de la mairie de Malo                                                         | Représente Gaspard Malo. | 1894                               | 51° 02′ 48″ nord, 2° 23′ 54″ est   | Buste de Gaspard Malo |
| Buste de Maurice Schumann                                  | À déterminer                                 | Marcq-en-Barœul     | À déterminer                                                                      | Représente Maurice Schumann. | À déterminer                       | 50° 40′ 26″ nord, 3° 05′ 42″ est   | Buste de Maurice Schumann |
| Buste de Jan Mabuse,                                       | Albert Patrisse                              | Maubeuge            | Sur le mail de la Sambre                                                          | Représente Jan Mabuse. L'original réalisé par Léon Fagel érigé en 1897 sur la place verte est fondu en 1942, dans le cadre de la mobilisation des métaux non ferreux. | À déterminer                       | à géolocaliser                     | Buste de Jan Mabuse« Monument à Jean Mabuse à Maubeuge », sur À nos grands hommes,« Monument à Jean Mabuse à Maubeuge », sur e-monumen,(en) « Monument à Jan Gossaert dit Mabuse à Maubeuge », sur René et Peter van der Krogt |
| Statue d'Apollon                                           | François Sicard                              | Maubeuge            | Avenue du Lieutenant-Colonel Martin                                               | Représente Apollon. Une copie est érigée en 1932 sur la fontaine Archibald dans le Hyde Park de Sydney. | 1930                               | à géolocaliser                     | Image manquante |
| L'Athlète                                                  | Félix Joffre                                 | Maubeuge            | Près du stade Léo-Lagrange, boulevard Louis-Pasteur                               | Également appelée Pugiliste debout. | 1938                               | à géolocaliser                     | Image manquante |
| Statue de Vénus                                            | À déterminer                                 | Maubeuge            | Derrière l'arsenal                                                                | Représente Vénus. | À déterminer                       | à géolocaliser                     | Statue de Vénus |
| Buste du lieutenant Marcel Pinchon                         | À déterminer                                 | Mons-en-Barœul      | À déterminer                                                                      | | À déterminer                       | 50° 38′ 42″ nord, 3° 06′ 08″ est   | Buste du lieutenant Marcel Pinchon |
| Buste d'Alfred Fronval                                     | À déterminer                                 | Neuville-Saint-Rémy | À déterminer                                                                      | Représente Alfred Fronval. | À déterminer                       | à géolocaliser                     | Buste d'Alfred Fronval |
| Statue de François-Joseph Talma,                           | François Dufour                              | Poix-du-Nord        | Place Talma                                                                       | Représente François-Joseph Talma. L'originale réalisée par Léon Fagel en 1904 est fondue en 1915 par les autorités allemandes. Une statue de remplacement très différente réalisée par Paul Theunissen est installée en 1931. Elle est fondue sous le régime de Vichy, dans le cadre de la mobilisation des métaux non ferreux.                                            | 1986                               | à géolocaliser                     | Image manquante |
| La Java des Gaspards                                       | Philippe Depienne                            | Roost-Warendin      | À déterminer                                                                      | | À déterminer                       | à géolocaliser                     | La Java des Gaspards |
| Les Jumeaux                                                | Ulrich Schriewer                             | Roost-Warendin      | À déterminer                                                                      | | À déterminer                       | à géolocaliser                     | Les Jumeaux |
| Statue du Commandant Louis Bossut                          | Maxime Real del Sarte                        | Roubaix             | Dans le parc Barbieux                                                             | Représente Louis Bossut. | 1925                               | à géolocaliser                     | Image manquante |
| Monument à Jean-Joseph Weerts                              | Alexandre Descatoire                         | Roubaix             | Dans le parc Barbieux                                                             | Représente Jean-Joseph Weerts. | 1931                               | à géolocaliser                     | Monument à Jean-Joseph Weerts |
| Buste de Pierre Destombes                                  | À déterminer                                 | Roubaix             | Dans le parc Barbieux                                                             | | À déterminer                       | à géolocaliser                     | Buste de Pierre Destombes |
| Hiboux                                                     | À déterminer                                 | Roubaix             | Dans le parc Barbieux                                                             | | À déterminer                       | à géolocaliser                     | Hiboux |
| Sans titre                                                 | Ingo Maurer                                  | Roubaix             | Archives nationales du monde du travail                                           | | 1995                               | 50° 41′ 23″ nord, 3° 10′ 40″ est   | Image manquante |
| Statue de Marguerite de Flandre                            | À déterminer                                 | Seclin              | Hôpital Marguerite de Flandre                                                     | | À déterminer                       | à géolocaliser                     | Statue de Marguerite de Flandre |
| Sans titre                                                 | Ruedi Baur et associés                       | Tourcoing           | À déterminer                                                                      | | 1999                               | 50° 41′ 07″ nord, 3° 08′ 52″ est   | Image manquante |
| Jeune Fille à la coquille                                  | Jean-Baptiste Carpeaux                       | Valenciennes        | À déterminer                                                                      | | À déterminer                       | à géolocaliser                     | Jeune Fille à la coquille |
| Monument à Henri Legrand                                   | Félix-Alexandre Desruelles                   | Valenciennes        | À déterminer                                                                      | | À déterminer                       | à géolocaliser                     | Monument à Henri Legrand |
| Statue de Jean Froissart                                   | À déterminer                                 | Valenciennes        | Sur la place Froisssart                                                           | Représente Jean Froissart. | À déterminer                       | à géolocaliser                     | Statue de Jean Froissart |
| Monument à Jean-Baptiste Carpeaux                          | Félix-Alexandre Desruelles                   | Valenciennes        | Place Carpeaux                                                                    | Représente Jean-Baptiste Carpeaux. | 1910                               | à géolocaliser                     | Monument à Jean-Baptiste Carpeaux |
| Le joueur de billes,                                       | Wauthier                                     | Valenciennes        | Dans le jardin de la Rhonelle                                                     | L'originale réalisée par Élie Raset en 1904 est fondue par les autorités allemandes pendant la Première Guerre mondiale. Elle est remplacée par statue identique en 1931. Elle est fondue sous le régime de Vichy, dans le cadre de la mobilisation des métaux non ferreux. Volée en 1986, elle est retrouvée par les douanes la même année et replacée sur son piédestal. | À déterminer                       | à géolocaliser                     | Image manquante |
| Ugolin et ses fils                                         | Jean-Baptiste Carpeaux                       | Valenciennes        | À déterminer                                                                      | | À déterminer                       | à géolocaliser                     | Image manquante |
| Between Fiction and Fact                                   | Richard Deacon                               | Villeneuve-d'Ascq   | Lille Métropole Musée d'art moderne, d'art contemporain et d'art brut             | | 1992                               | 50° 38′ 14″ nord, 3° 09′ 00″ est   | Image manquante |

### Monuments pour une bataille ou un évènement
| Œuvre                                               | Auteur       | Commune                | Localisation                           | Notes                                              | Installation                       | Coordonnées                        | Illustration |
| --------------------------------------------------- | ------------ | ---------------------- | -------------------------------------- | -------------------------------------------------- | ---------------------------------- | ---------------------------------- | --- |
| Pyramide de Fontenoy                                | À déterminer | Cysoing                | Dans le parc de l'abbaye Saint-Calixte | Classé MH (1840).                                  | 1750                               | à géolocaliser                     | Pyramide de Fontenoy |
| Monument commémoratif de la bataille de Denain      | À déterminer | Haulchin               | À déterminer                           | Classé MH (1875). Commémore la bataille de Denain. | À déterminer                       | à géolocaliser                     | Monument commémoratif de la bataille de Denain                                                                                            |
| Monument commémoratif de la bataille de Hondschoote | À déterminer | Hondschoote            | À déterminer                           | Commémore la bataille de Hondschoote.              | 1890                               | à géolocaliser                     | Monument commémoratif de la bataille de Hondschoote                                                                                       |
|                                                     |              | Lille                  | Voir la liste des statues de Lille     | Voir la liste des statues de Lille                 | Voir la liste des statues de Lille | Voir la liste des statues de Lille | Voir la liste des statues de Lille |
| Monument commémoratif de la bataille de Wattignies  | Léon Fagel   | Maubeuge               | Sur la place Vauban                    | Commémore la bataille de Wattignies.               | 1893                               | à géolocaliser                     | Monument commémoratif de la bataille de Wattignies(en) « Monument La Victoire de Wattignies à Maubeuge », sur René et Peter van der Krogt |
| Monument commémoratif de la bataille de Malplaquet  | À déterminer | Taisnières-sur-Hon     | À déterminer                           | Commémore la bataille de Malplaquet.               | 1909                               | à géolocaliser                     | Monument commémoratif de la bataille de Malplaquet                                                                                        |
| Monument commémoratif de la bataille de Wattignies  | À déterminer | Wattignies-la-Victoire | À déterminer                           | Commémore la bataille de Wattignies.               | 1893                               | à géolocaliser                     | Monument commémoratif de la bataille de Wattignies                                                                                        |

### Fontaines
| Œuvre                     | Auteur       | Commune             | Localisation                              | Notes                              | Installation | Coordonnées    | Illustration                                                                                              |
| ------------------------- | ------------ | ------------------- | ----------------------------------------- | ---------------------------------- | ------------ | -------------- | --- |
| Fontaine des Trois Grâces | À déterminer | Bergues             | Sur la place Saint-Victor                 |                                    | À déterminer | à géolocaliser | Fontaine des Trois Grâces(en) « La Fontaine des Trois Grâces à Bergues », sur René et Peter van der Krogt |
| Fontaine                  | À déterminer | Hondschoote         | À côté de l'église Saint-Vaast            | Offerte par Alphonse de Lamartine. | 1835         | à géolocaliser | Fontaine                                                                                                  |
| Fontaine                  | À déterminer | Landrecies          | À déterminer                              |                                    | À déterminer | à géolocaliser | Fontaine                                                                                                  |
| Fontaine                  | À déterminer | Le Cateau-Cambrésis | Sur la place du Commandant Édouard Richez |                                    | À déterminer | à géolocaliser | Fontaine                                                                                                  |

### Œuvres disparues ou retirées
| Œuvre                               | Auteur                                                     | Commune      | Localisation                                             | Notes | Installation                       | Coordonnées                        | Illustration |
| ----------------------------------- | ---------------------------------------------------------- | ------------ | -------------------------------------------------------- | --- | ---------------------------------- | ---------------------------------- | --- |
| Monument à Pierre-Joseph Fontaine,  | Corneille Theunissen                                       | Anzin        | Sur la place de l'Hôtel-de-Ville                         | Représentait Pierre-Joseph Fontaine. Le buste et le galibot de 1892 sont fondus par les autorités allemandes pendant la Première Guerre mondiale. Ils sont fondus sous le régime de Vichy, dans le cadre de la mobilisation des métaux non ferreux. Le piédestal vide est retiré[Quand ?] et installé dans la cour du lycée Pierre-Joseph Fontaine. | 1923                               | à géolocaliser                     | Image manquante |
| L'Aveugle et le Paralytique,        | Joseph Carlier                                             | Cambrai      | Dans le jardin aux fleurs                                | Également appelé La Fraternité. La statue originale de 1885 est fondue par les autorités allemandes en 1917. Fondue sous le régime de Vichy, dans le cadre de la mobilisation des métaux non ferreux. La statue Pomone réalisée par Albert Pommier est est installée[Quand ?] sur le piédestal.                                                     | 1934                               | à géolocaliser                     | L'Aveugle et le Paralytique« L'Aveugle et le Paralytique, ou La Fraternité à Cambrai », sur À nos grands hommes,« L'Aveugle et le Paralytique, ou La Fraternité à Cambrai », sur e-monumen |
| L'Été                               | Mathurin Moreau                                            | Cassel       | Sur la place de la Poste                                 | Également appelée Fontaine Triptolème. Érigée[Quand ?] sur la place du Marché-aux-Pommes. Détruite par un bombardement en mai 1940. Le piédestal resté vide est retiré en 1950. | 1921                               | à géolocaliser                     | Image manquante |
| L'Espérance,                        | André-Louis-Adolphe Laoust                                 | Douai        | Sur la place Thiers, renommée depuis place Suzanne Lanoy | Également appelé La Victoire, ou Monument aux célébrités douaisiennes. Fondue en 1942, dans le cadre de la mobilisation des métaux non ferreux. | 1884                               | à géolocaliser                     | Image manquante |
| Buste du sauveteur François Tixier, | Bernard Schadet                                            | Dunkerque    | À l'entrée du port, près de la jetée de l'Est            | Fondu sous le régime de Vichy, dans le cadre de la mobilisation des métaux non ferreux. | 1889                               | à géolocaliser                     | Image manquante |
|                                     |                                                            | Lille        | Voir la liste des statues de Lille                       | Voir la liste des statues de Lille | Voir la liste des statues de Lille | Voir la liste des statues de Lille | Voir la liste des statues de Lille |
| Buste de Jules Frère,               | René Bertrand-Boutée                                       | Maubeuge     | À côté du portail d'entrée de l'école                    | Il est possible qu'il ait été fondu par les autorités allemandes pendant la Première Guerre mondiale. Le piédestal reste vide. | 1902                               | à géolocaliser                     | Image manquante |
| Buste de Sadi Carnot,               | Albert Patrisse                                            | Maubeuge     | Dans le square Sadi Carnot                               | Représentait Sadi Carnot. L'original réalisé par Léon Fagel en 1895 est fondu par les autorités allemandes pendant la Première Guerre mondiale. Fondu sous le régime de Vichy, dans le cadre de la mobilisation des métaux non ferreux. | 1934                               | à géolocaliser                     | Image manquante |
| Monument à la Duchesnois,           | Jean-Baptiste Cadet de Beaupré et Alphonse Camille Terroir | Saint-Saulve | Dans le jardin public                                    | Représentait Catherine-Joséphine Duchesnois. Remplace les originaux de 1895 fondus par les autorités allemandes pendant la Première Guerre mondiale. Fondu sous le régime de Vichy, dans le cadre de la mobilisation des métaux non ferreux. Le piédestal est resté vide.                                                                           | 1935                               | à géolocaliser                     | Monument à la Duchesnois« Monument à la Duchesnois à Saint-Saulve », sur À nos grands hommes,« Monument à la Duchesnois à Saint-Saulve-lès-Valenciennes », sur e-monumen                   |
| Statue de Brennus,                  | Henri Gauquié                                              | Valenciennes | Dans le jardin de la Rhonelle                            | Représentait Brennus. Également appelée Vae Victis. Érigé en 1890 dans le jardin de la gare. Fondue par les autorités allemandes pendant la Première Guerre mondiale. | 1904                               | à géolocaliser                     | Statue de Brennus« Monument à Brennus, ou Vae Victis à Valenciennes », sur À nos grands hommes,« Monument à Brennus, ou Vae Victis à Valenciennes », sur e-monumen                         |